# Kapsowar
Kapsowar – miasto w Kenii, w hrabstwie Elgeyo-Marakwet. 
Według danych ze spisu powszechnego w 2019 roku liczyło 3977 mieszkańców – 1953 mężczyzn i 2024 kobiety.